# Ендрю Джозеф Вайт
Ендрю Джозеф Вайт (англ. Andrew Joseph White; нар.?) — американський письменник, який пише для молоді (аудиторія young adult). Вайт — трансгендерний аутист, популярність йому приніс антиутопічний роман «Пекло слідувало за нами» (2022). Твір став бестселером за версією New York Times.

## Біографія
Ендрю Джозеф Вайт народився та виріс у долині Шенандоа (Вірджинія, США). З раннього дитинства мріяв стати письменником. Навчався у середній школі Гендлі у Вінчестері (Вірджинія). Під час навчання брав участь у некомерційній програмі Project Write. Школу закінчив у 2016 році.
Уже в 12 років Вайт почав писати історії про ЛГБТ-людей. Після написання кількох романів у середній та старшій школі він вступив до Університету Джорджа Мейсона. Закінчив навчання в університеті у 2022 році, здобувши ступінь магістра з образотворчого мистецтва та творчого письма.
Дебютний роман для молоді «Пекло слідувало за нами» Вайт написав у 2022 році.
Творчість автора зосереджена на перетині трансгендерної та аутистичної ідентичності крізь призму жаху, потворності, насильства та люті. В його романах діють ЛГБТ-персонажі.  Бажання писати про ЛГБТ-спільноти було підігріте  численними антитрансгендерними законами, які почали прийматися законодавчими органами деяких штатів.
Про Вайта прихильно відгукувалися багато колег по цеху, що пишуть романи на ЛГБТ-тематику. Зокрема Ті Джей Клюн в одному інтерв'ю сказав про книгу «Пекло слідувало за нами», що молодий автор написав ідеальний квір-роман жахів, якого він не очікував, твір його емоційно травмував. Ще Клюн зазначив, що багато трансгендерних людей відчувають потяг до жанру жахів через соціальну трансгресію, вразливість та відчуження.
Вайт був одним із головних учасників руху письменників #LGBTWIP у Твіттері у період з 2018 по 2020 рік. Також він брав участь у кампанії #TransBooks365 у Твіттері у 2021 році.
Ендрю Джозеф Вайт живе недалеко від Вашингтона, округ Колумбія, зі своєю дружиною Еліс Скотт,  яка теж має ступінь з творчого письма (Університет Джорджа Мейсона) і зараз працює незалежною продавчинею книг. Ендрю та Еліс мають велику бібліотеку і кішку Поппі.
Автор часто обіймає випадкових вуличних котів і продовжує писати про трансгендерних дітей з кігтями та іклами, про те, що відбувається, коли вони кусаються у відповідь.

## Творчість
Письменницька манера Вайта досить індивідуальна. Його романи передають  переживаннями неординарних квір-персонажів, сповнених складними істинами та праведною люттю. Перший роман «Пекло слідувало за нами» автор адресує підліткам. Він прагне показати життя непростим і суперечливим, змальовує спільноту квір-дітей, що опинилися в жахливих обставинах через дорослих, які зруйнували їхнє життя. Читачі бачать, на що ці підлітки здатні, щоб захистити себе та світ. Автор ставить квір-молодь у центр книги, бо це найважливіше.
Молодий письменник є автором трьох бестселерів:
- Hell Followed with Us «Пекло слідувало за нами» — 2022 рік.
- The Spirit Bares its Teeth «Дух оголює зуби» — 2023 рік.
- Compound Fracture «Складний перелом» — 2024 рік.

У творчих планах Вайта: завершити у 2025 році роман для дорослих You Weren't Meant to be Human «Тобі не судилося бути людиною». Також ведеться робота над двома романами для підлітків:
- You're No Better «Ти не кращий» — вихід планується на 2026 рік
- Beast/Warden «Звір/Службовець». Попередня дата виходу — 2027 рік.[11]

Книги Вайта щедро відзначені літературними нагородами. Роман «Пекло йшло за нами» — фіналіст премії Вільяма К. Морріса за 2023 рік, книга «Дух оголює зуби» — лауреат премії Stonewall Book Award 2024 року. Роман «Складний перелом» отримав премію Printz Honor Book 2025 року.

## Книга «Пекло слідувало за нами»
Дебютний роман Вайта отримав величезний шквал позитивних відгуків після публікації й став фіналістом премії Морріса 2023 року, яку готує Асоціація бібліотечних послуг для молоді. Перед публікацією у червні 2022 року твір представив журнал Lambda Literacy як один із найочікуваніших романів для молоді LGBTQIA+. Книга «Пекло слідувало за нами» посіла 10-те місце у списку бестселерів для молоді за версією New York Times у серпні 2022 року. Роман також включили до списку інді-бестселерів 2023 року Американської асоціації книготорговців (розділ янг едалт література, 13-та позиція). Журнал Paste включив твір до списку найкращих книг для молоді 2022 року.
У 2024 році Trustbridge Entertainment придбала права на екранізацію роману  Ендрю Джозефа Вайта «Пекло слідувало за нами» з наміром перетворити цю історію на анімаційний фільм. Над проєктом працює сформована команда, до складу якої входять співрежисерка/співавторка сценарію «Матриці» Ліллі Вачовскі та Powerhouse Animation Studios. Президент Trustbridge Entertainment Боб Хіггінс заявив, що ця книга — це настільки проникливе поєднання антиутопічного фентезі, екшену та жаху, що перетворення його на епічний аніме-фільм було очевидним рішенням.
Вайт в захваті від команди розробників, яка має неймовірне бачення роману. Автор не може дочекатися, коли ідеї книги будуть донесені до нової аудиторії.

## Українські переклади
Переклад роману Ендрю Джозеф Вайт «Пекло слідувало за нами» українською мовою здійснило видавництво BookChef. Книга вийшла у 2025 році. Переклад зробила  Л. Присяжнюк.